# Marpissa grata
Marpissa grata es una especie de araña saltarina del género Marpissa, familia Salticidae. Fue descrita científicamente por Gertsch en 1936.
Habita en los Estados Unidos.